# Сверрір I

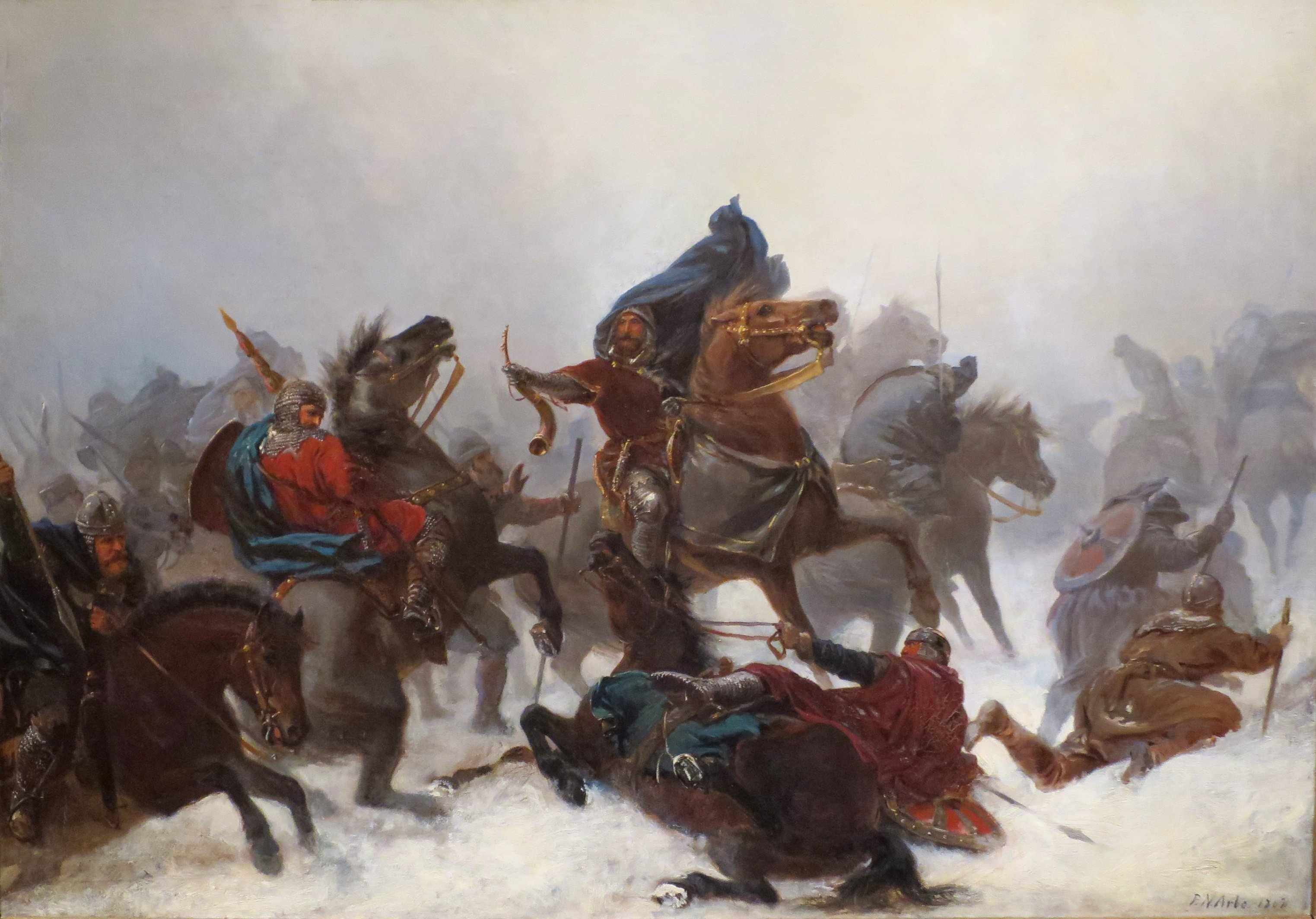
Сверрір I у бою

Све́ррір I Сігурдссон (1151 — 1202) — король Норвегії з 1184 до 1202 року.

## Життєпис

### Молоді роки
Син Унаса, виробника грединців, та Гунхільди. Виховувався у дядька Рое, єпископа Фарерських островів, куди родини переїхала у 1156 році. Тут він отримав гарну освіту та був висвячений на священика. Значну частину до 1170 року він прожив тут. Втім, за словами матері Сверріра, насправді він був сином короля Сігурда II. Проте це твердження досить сумнівне. Напочатку 1170-х років Сверрір прибуває до Норвегії шукати своєї долі.

### Боротьба за владу
Сверрір долучається до біркебейнерів, які підтримали Ейнстейна III. У 1174—1177 роках бере участь у війні з Магнусом V на боці Ейнстейна. Після поразки під Ре 14 січня 1177 року біркебейрів Сверрір відступив до Вермландау. Тут він зібрав значні сили (допомогла його пропаганда серед селян та міщан) й домігся обрання себе головою біркебейнерів. У червні 1177 році в Еретінгеті Сверріра оголошено королем Норвегії. З цього часу тривали постійні бої між військами Сверріра I та армією ярла Ерлінга. Втім спроби Сверріра захопити Берген та Нідарос (сучасний Тронгейм) виявилися невдалими. У 1178 році Сверрір I зазнав поразки при Хатхамерені. Після цього Сверрір відступив на південь, де при Рінгеріке Сверрір завдав поразки армії Магнуса V.
Вирішальна битва між армією Магнуса V й ярла Ерлінга Кривого, з одного боку, та військами Сверріра I, з іншого боку, відбулася 19 липня 1179 року біля Калвскіннета поблизу Нідароса. В ній армія ворогів Сверріра зазнала тяжкої поразки, а ярл Ерлінг загинув, разом з тим біркебейнери захопили Нідарос. Після цього Сверрір I затвердився у містах Тренделаг та Трендерс. Навесні 1180 року Сверрір I завдав поразки Магнусу V при Ілеволлені, після якої останній втік до Данії. Завдяки цьому успіхомі Сверрір зумів зайняти Берген.
Зібравши значні сили, Магнус V вирішив повернути собі владу над країною. У 1181 із значною потугою він морем рушив до Норвегії. Біля Норднеса відбулася значна морська битва. В ній перемогу здобув Сверрір I. Проте Магнусу вдалося висадитися у Норвегії. Після цього війна обмежувалася взаємними рейдами на ворожу територію. В цей час Нідарос та Берген декілька разів переходили з рук в руки. Нарешті Сверріру у 1183 році вдалося розбити Магнуса V при Бергені, після чого той знову утік до Данії. Для розширення своєї підтримки Сверрір обіцяв тим, хто приєднається до нього вищі посади та розподіл багатств лендрманів.
У цей же час сверрір провів низку реформ у військовій галузі. Побудові перші кам'яні укріплення у нідаросі та Бергені. За нього виросла роль кінноти у війську. Сверрір відмовився від звичайного тоді порядку «свинею», а впроваджував окремі рухливіші загони, що дало змогу перевершувати супротивника. За цього володаря почалося формування професійного війська. Сверрір запровадив загальне керівництво армією.
У 1184 році Магнус з новою силою висадився біля Бергена. Тут 15 червня при Фімрейті відбулася вирішальна битва, в якій Сверрір здобув повну перемогу, а Магнус V загинув.
Після здобути перемоги над ворогом Сверрір I став проводити політику всередині країни на зміцнення своєї влади.

### Відносини із Церквою
Складною залишалася внутрішня ситуація в країні через погані відносини Сверріра I із церквою під час війн з Магнусом V останнього підтримував архієпископ Ейстейн Ерлінсон. Після його у 1188 році смерті таку ж політику проводив його наступник Ерік Іварсон. У 1190 році король Сверрір намагався силою приборкати архієпископа, але той втік до Лунда (Данське королівство), а звідти поскаржився на дії Сверріра Папі Римському Клименту III. Скориставшись відсутністю архієпископа, Сверрір почав тиснути на єпископів для зміцнення своєї влади.
Зрештою він домігся свого офіційного коронування 29 липня 1194 року у Бергені. Ще до того 15 липня 1194 року Ерік, архієпископ Нідароса, отримав підтримку від нового Папи Римського Целестина III, а також відлучення самого Сверріра I від церкви. В цій ситуації король спрямував вірного йому Торе, єпископа Хамара, до Рима. Той у 1197 році домігся від Папи Римського зняття відлучення.
Втім новий папа римський Інокентій III анулював останнє рішення свого попередника, наказавши усім архієпископам та єпископам не підтримувати стосунки з Сверріром I.

### Громадянська війна
У 1185 році повстав Йон, син Інге I. Його партія отримала назву кувлунгів. Восені цього ж року розпочалася нова війна за владу. У 1186 році ними було зненацька захоплено місто Нідарос. Вирішальні битви відбулися у 1188 році. під час однієї з них, біля Бергена, Сверрір I зміг здолати кувлунгів.
У 1193 році повстав Сігурд, який оголосив себе сином Магнуса V. Фактичним керівником заколотників були Халкель Йонсон та Гаральд Маддадсон, ярл Оркнейський. Вже 3 квітня 1194 року Сверрір біля Флогвага вщент розбив армію своїх ворогів.
У 1196 році партія баглерів на чолі з Сігурдом Ярлсоном, Ніколасом Арнесоном, Рейдаром Сендеманом висунули нового претендента на трон — Інге Магнуссона, як сина короля Магнуса V. відбулося декілька сутичок, внаслідок яких Сверрір I відступив до Нідароса, а Інге II закріпився на півдні країні, зробивши своєю столицею Осло. Навесні 1197 року Сверрір I з армію у 7 тисяч вояків напав на баглерів й розбив їх біля міста Віке, змусивши відступити углиб Норвегії. після цього король відправився до Бергена. Скориставшись цим, Інге II захопив західну Норвегію й столицю Нідарос. У 1198 році у морській битві при Тренделазі Сверрір I вимушений був відступити до Бергена. Але вже 11 серпня залишив і це місто.
Сверрір I відступив у глиб країни. Зібравши нові сили, він дав нову морську битви 18 червня 1199 року при Стріндафйорді, в якій здобув рішучу перемогу. Цього успіху він досяг завдяки новій тактиці. Замість вишукування кораблів у чергу, Сверрір запровадив вільну дію усіх кораблів. Баглери вимушені були відступити до Данії. 6 березня 1200 року Сверрір I завдав поразки ворогові біля Осло й заволодів південною Норвегією. При цьому жорстоко придушив селянське повстання. Водночас уклав мирні договори з Іоаном I Плантагенетом, королем Англії, та Сверкером II Шведським.
Навесні 1201 року з великою потугою Сверрір I взяв в облогу замок Тонсберг, де зібралися останні баглери на чолі із Редаром Сендеманом. Зрештою вони здалися.
По поверненню до Бергена 9 березня 1202 року Сверрір I помер.

## Родина
Маргарет (1155—1209), донька Еріка IX, короля Швеції.
Діти:
- гокон (1182—1204)
- Христина (1192/1193 — 1213), дружина Філіппа Сімонсона, норвезького аристократа
- Сігурд (д/н-1200)